# Discophora menetho
Discophora menetho är en fjärilsart som beskrevs av Fabricius 1793. Discophora menetho ingår i släktet Discophora och familjen praktfjärilar. Inga underarter finns listade i Catalogue of Life.